# Diadasia bituberculata
Diadasia bituberculata är en biart som först beskrevs av Cresson 1878.  Diadasia bituberculata ingår i släktet Diadasia och familjen långtungebin. Inga underarter finns listade i Catalogue of Life.